# Francia hangtan
Ez a szócikk a francia nyelv sztenderd változatának fonémarendszerével, fonetikai jelenségeivel és prozódiájával foglalkozik.
A francia nyelv hangzásának általános jellemzői a következők:
- A beszédhangok kiejtése az ebben részt vevő izmok nagy és kitartó feszességével történik, ami főleg a hangszínük nagy stabilitását biztosítja.
- Az elöl képzett hangok túlsúlyban vannak a többi hanghoz képest.
- A nyílt szótagok túlsúlyban vannak (55%)[1] a zártakhoz képest, ami nagyon magánhangzóssá, következésképpen világossá és hangzatossá teszi a francia nyelvet.[2]
- A beszédfolyam fonetikai szavakra (franciául mots phonétiques vagy groupes rythmiques) oszlik, melyek egységét egyetlen főhangsúly, a szóláncolás (enchaînement), a hangkivetés (élision) és a hangkötés (liaison) biztosítja.
- A beszéd ritmusát a hangsúlyos és a hangsúlytalan szótagok viszonylag szabályos időszakossága, a hangsúlytalan szótagok tartam- és erősségbeli egyenletessége, és az egy fonetikai szóhoz tartozó szótagok sem túl kicsi, sem túl nagy száma (3–7)[3] jellemzi.

## Fonémák

### Mássalhangzók
A francia nyelv mássalhangzó fonémái a következők:
| Zárhang                  | p b |     | t d |     |     |   |   | k ɡ |   |   |
| Réshang                  |     | f v |     | s z | ʃ ʒ |   |   |     |   | ʁ |
| Közelítőhang             |     |     |     |     |     | j | ɥ |     | w |   |
| Nyelvoldali-közelítőhang |     |     |     | l   |     |   |   |     |   |   |
| Orrhang                  | m   |     | n   |     |     | ɲ |   | ŋ   |   |   |

Megjegyzések:
1. Ott, ahol a táblázatban párban jelennek meg a mássalhangzók, a bal oldali zöngétlen, a jobb oldali pedig zöngés.
2. A nagy és kitartó izomfeszességnek köszönhetően a mássalhangzók és a mássalhangzó-kapcsolatok ([pr], [br], [dr] stb.) tiszták, nem változnak az artikulálásuk elejétől a végéig. A zöngés mássalhangzók azoknak maradnak, a szóvégieket pedig úgy ejtik ki, mintha magánhangzó követné őket, akkor is, ha szünet következik.
3. A mássalhangzóknál az elölképzési tendencia úgy nyilvánul meg, hogy például a /t/, a /d/ és a /n/ dentálisak. Ezeket tulajdonképpen [t̪]-vel, [d̪]-vel, illetve [n̪]-vel írják át, de az egyszerűség kedvéért ugyanazokkal a szimbólumokkal jelezzük, mint a fonémákat.
4. A /j/, a /ɥ/ és a /w/ fonológiai szempontból mássalhangzók, de fonetikailag félhangzóknak is tekintik őket, mivel képzésük módja a réshangoké és a magánhangzóké között van.[4] Lentebb mutatjuk be őket, a Félhangzók és kettőshangzók szakaszban.
5. A francia nyelvterületen több allofónja van az /r/ fonémának. Az uvuláris [ʁ] csak az egyike ezeknek, az, amelyet általában tekintenek sztenderdnek.
6. A /ŋ/ csak jövevényszavakban fordul elő, például a camping [kɑ̃'piŋ][5] ’kemping’ szóban.
7. A mai francia nyelvben a /ɲ/-t egyre inkább a [nj] hangkapcsolat váltja fel.[6]
8. A [t], a [d], a [k] és a [ɡ] kiejtésében gyakran észlelhető palatalizáció:[7] direct [dʲiʁɛkt] ’közvetlen’, quatre [kʲatʁ] ’négy’.
9. Majdnem mindegyik francia mássalhangzó megvan a magyarban is. A magyar pergő alveoláris [r] megvan egyes francia területi nyelvváltozatokban, de az uvuláris [ʁ] nincs meg a magyarban. Teljesen idegen a magyarnak a labiopalatális /ɥ/ és a labioveláris /w/.

A mássalhangzók szavakban:
| Mássalhangzó | Példa  | Példa  | Jelentése | Mássalhangzó | Példa   | Példa     | Jelentése             |
| ------------ | ------ | ------ | --------- | ------------ | ------- | --------- | --------------------- |
| /m/          | mou    | [mu]   | puha      | /n/          | nous    | [nu]      | mi (személyes névmás) |
| /ɲ/          | agneau | [a'ɲo] | bárány    | /ŋ/          | parking | [paʁ'kiŋ] | parkoló               |
| /p/          | pou    | [pu]   | tetű      | /b/          | boue    | [bu]      | sár                   |
| /t/          | tout   | [tu]   | minden    | /d/          | doux    | [du]      | édes                  |
| /k/          | cou    | [ku]   | nyak      | /ɡ/          | goût    | [ɡu]      | íz                    |
| /f/          | fou    | [fu]   | bolond    | /v/          | vous    | [vu]      | ti                    |
| /s/          | sous   | [su]   | alatt     | /z/          | zoo     | [zoo]     | állatkert             |
| /ʃ/          | chou   | [ʃu]   | káposzta  | /ʒ/          | joue    | [ʒu]      | orca                  |
| /l/          | loup   | [lu]   | farkas    | /ʁ/          | roue    | [ʁu]      | kerék                 |

#### A mássalhangzók időtartama
A francia helyesírásban a kettős mássalhangzók nagyon gyakoriak, anélkül, hogy általában hosszan ejtenék ki őket. Mégis vannak esetek, amikor mássalhangzókat hosszan ejtenek ki. Két típusa van az ilyen eseteknek, az egyik általános, kombinatorikus (környezetfüggő) jelenség, a másik egyéni, szubjektív természetű.
Kombinatorikus mássalhangzó-megnyújtás
Például az r-re végződő tövű és -ir képzős főnévi igenevű igék (courir ’futni’ és mourir ’meghalni’ stb.) egyszerű jövő ideje és feltételes mód jelen ideje úgy alakul, hogy a főnévi igenév képzőjének az i-je kiesik. Ennek következménye az, hogy a tővégi r és a képző r-je egymásmellé kerül, amiből hosszú [ʁː] keletkezik: je courrai [ʒǝ.ku'ʁːe] ’futni fogok’, il mourra [il.mu'ʁːa] ’meg fog halni’. Így megkülönböztethetővé válik a feltételes mód jelen idejű alakjuk a kijelentő mód folyamatos múlt idejű alakjuktól:
- je courrais ’futnék’ (feltételes mód jelen idő) / je courais ’futottam’ (kijelentő mód folyamatos múlt idő);
- il/elle mourrait ’meghalna’ (feltételes mód jelen idő) / il/elle mourait ’haldoklott’ (kijelentő mód folyamatos múlt idő).

Ugyancsak így lehet megkülönböztetni a [wa]-ra végződő tövű igék kijelentő mód folyamatos múlt idő és a kijelentő mód jelen idő, többes szám 1. és 2. személyű alakjait: nous croyions [nu.krwa'jːɔ̃] ’hittü(n)k’ (kijelentő mód folyamatos múlt idő) / nous croyons [nu.kʁwa'jɔ̃] ’hiszünk/hisszük’.
Más esete hosszú mássalhangzó keletkezésének az, amikor egy szó mássalhangzóra végződik, és a következő szó ugyanazzal a mássalhangzóvak kezdődik: pour réparer [pu.ʁːe.pa'ʁe] ’azért, hogy megjavítsa’, cette table [sɛ'tːabl] ’ez az asztal’. Így is keletkezhet ellentét, például elle a dit [ɛ.la'di] ’mondott (vmit)’ / elle l’a dit [ɛ.lːa'di] ’megmondta’.
Az /ǝ/ instabilitása miatt (lásd lentebb, a Magánhangzók szakaszban) egyes szavak, amelyekben kétszer fordul elő ugyanaz a mássalhangzó, és /ǝ/ van közöttük, a mássalhangzót kétszer és röviden ejtik ki, ha a beszéd viszonylag lassú és jól artikulált, de egyszer és hosszan, ha a beszéd gyorsabb és kevésbé jól artikulált. A két kiejtési mód területi jellegű is. Franciaország déli részében gyakoribb az első, északon a második. Példák:
- là-dedans [la.dǝ'dɑ̃] és [la'dːɑ̃] ’bent, benne’;
- honnêteté [ɔ.nɛ.tǝ'te] és [ɔ.nɛ'tːe] ’tisztesség’.

A mássalhangzók egyéni megnyújtása elsősorban az írásban kettős mássalhangzókat érinti, éppen az írásmód hatására. Példák:
- inné [i'ne] vagy [i'nːe] ’veleszületett’;
- immortel [i.mɔʁ'tɛl] vagy [i.mːɔʁ'tɛl] ’halhatatlan’, grammaire [ɡʁa'mɛːʁ] vagy [ɡʁa'mːɛ:ʁ] ’grammatika’;
- illisible [i.li'zibl] vagy [i.lːi'zibl] ’olvashatatlan’, illusion [i.ly'zjɔ̃] vagy [i.lːy'zjɔ̃] ’illúzió’, intelligence [ɛ̃.te.li'ʒɑ̃s] vagy [ɛ̃.te.lːi'ʒɑ̃s] ’okosság, intelligencia’;
- irresponsable [i.ʁɛs.pɔ̃'sabl] vagy [i.ʁːɛs.pɔ̃'sabl] ’felelőtlen’;
- addition [a.di'sjɔ̃] vagy [a.dːi'sjɔ̃] ’összeadás’.

Az ilyen megnyújtás lehet érzelmi is, amikor a beszélő szóeleji hangsúlyt használ (lásd lentebb a Hangsúlyozás szakaszt).
Érzelmi megnyújtás érinthet egyszerűen írt mássalhangzót is, ugyancsak az érzelmi hangsúlyozás miatt: Formidable ! [fːɔʁ.mi'dabl] ’Bámulatos!’, Épouvantable ! [e.pːu.vɑ̃'tabl] ’Szörnyű!’

#### Hasonulások
Mássalhangzók találkozásakor hasonulási jelenségek észlelhetők. Ezeknek több típusa van:
- Hátraható hasonuláskor, ami a leggyakoribb a franciában, az egyik mássalhangzó legalább az egyik vonását ruházza át az előtte levőre. Például, ha az első zöngés, a második pedig zöngétlen, ez utóbbi zöngétleníti az elsőt: absent [ap'sɑ̃] ’hiányzó, un vague sentiment [œ̃.vak.sɑ̃.ti'mɑ̃] ’homályos érzelem’. Ellenben zöngés mássalhangzó zöngésíti az őt megelőző zöngétlen mássalhangzót: anecdote [a.nɛɡ'dɔt] ’adoma’.
- Az előreható hasonulás kevésbé gyakori a franciában. Például a cheveu ’hajszál’ szó, az [ə] kiejtésével (lásd lentebb Az /ə/ magánhangzó) [ʃə'vø], de ezen magánhangzó kiesésével a szó kiejtése [ʃfø] lesz, mert a [ʃ] zöngétleníti a [v]-t.

Más szempontból a hasonulás lehet:
- közvetlen, amikor a szomszédos mássalhangzók egyazon szóban vannak vagy egy fonetikai szó két szava érintkezésénél, mint a hátraható hasonulásra megadott példákban, vagy
- közvetett, amikor a mássalhangzók úgy kerülnek egymás mellé, hogy kiesik közülük egy hang (lásd az előreható hasonulásra megadott példákat).

### Magánhangzók
A francia fonémarendszer 16 magánhangzóval rendelkezik:
| Nyíltság foka | Nyelvállás            | Nyelvállás      | Nyelvállás      | Nyelvállás            | Nyelvállás      |
| Nyíltság foka | Elöl képzett          | Elöl képzett    | Középen képzett | Hátul képzett         | Hátul képzett   |
| Nyíltság foka | ajakkerekítés nélküli | ajakkerekítéses | Középen képzett | ajakkerekítés nélküli | ajakkerekítéses |
| ------------- | --------------------- | --------------- | --------------- | --------------------- | --------------- |
| Zárt          | i                     | y               |                 |                       | u               |
| Félig zárt    | e                     | ø               |                 |                       | o               |
| Közepes       |                       |                 | ə               |                       |                 |
| Félig nyílt   | ɛ, ɛ̃                  | œ, œ̃            |                 |                       | ɔ, ɔ̃            |
| Nyílt         | a                     |                 |                 | ɑ, ɑ̃                  |                 |

Megjegyzések:
1. A nagy és kitartó izomfeszesség következtében a magánhangzók ugyanúgy hangzanak szóban, mint amikor elszigetelten ejtik ki őket, ugyanolyan tiszták hangsúlytalan szótagban, mint hangsúlyosban, és egész tartamuk alatt megtartják hangszínüket.
2. Általában a magánhangzók tisztán kezdődnek, de fokozatosan, és tisztán fejeződnek be, glottális stop nélkül, tehát nem durván.
3. A elölképzés túlnyomó volta nem csak úgy nyilvánul meg a magánhangzók esetében, hogy a 16-ból 10 elöl képzett, hanem úgy is, hogy az elölképzettek gyakorisága nagyon nagy (78%) a hátulképzettekéhez képest (22%).[11]
4. A tartamuktól eltekintve nyolc francia magánhangzó megtalálható a magyarban is: /i/, /e/, /ɛ/, /a/, /y/, /ø/, /u/ és /o/. Megjegyzendő azonban, hogy az /e/ csak rövid lehet, miközben a magyarban csak hosszú, az /a/ pedig lehet rövid is, hosszú is, miközben a magyarban csak hosszú.
5. Az /ə/ elég közel áll az /ø/-höz, tehát hangzása nem túl idegen a magyarnak. Az /ɑ/ is eléggé hasonlít a magyar /ɒ/-hoz.
6. A táblázatban párban megjelenő magánhangzók közül a jobb oldali nazális. Ezek nem találhatók meg a magyarban.
7. A franciában nem csak egy zárt–nyílt magánhangzó-pár van, mint a magyar /e/ – /ɛ/, hanem három. Van még /ø/ – /œ/ és /o/ – /ɔ/ pár is, de a nyíltság foka csak kevés esetben jelentésmegkülönböztető.
8. Még egy pár vehető figyelembe a nyelvállás szempontjából: az elöl képzett /a/ és a hátul képzett /ɑ/, de ezek ellentéte is ritkán jelentésmegkülönböztető.
9. Majdnem minden magánhangzó lehet rövid is, hosszú is, de a magyarral ellentétben a franciában kevés olyan eset van, amikor a rövid / hosszú ellentét jelentésmegkülönböztető. Bővebben erről lentebb, a A magánhangzók időtartama szakaszban van szó.

A magánhangzók szavakban:
| Magánhangzó | Példa | Példa  | Jelentése         |
| ----------- | ----- | ------ | ----------------- |
| /i/         | si    | [si]   | ha                |
| /e/         | fée   | [fe]   | tündér            |
| /ɛ/         | fait  | [fɛ]   | tény              |
| /ə/         | je    | [ʒə]   | én                |
| /œ/         | sœur  | [sœːʁ] | lánytestvér       |
| /ø/         | jeu   | [ʒø]   | játék             |
| /y/         | su    | [sy]   | tudott            |
| /u/         | sous  | [su]   | alatt             |
| /o/         | sot   | [so]   | buta              |
| /ɔ/         | sort  | [sɔːʁ] | sors              |
| /a/         | tache | [taʃ]  | folt              |
| /ɑ/         | tâche | [tɑːʃ] | feladat           |
| /ɑ̃/         | sans  | [sɑ̃]   | nélkül            |
| /ɔ̃/         | son   | [sɔ̃]   | korpa             |
| /œ̃/         | brun  | [bʁœ̃]  | barna             |
| /ɛ̃/         | brin  | [bʁɛ̃]  | szál (pl. fűszál) |

A mai francia köznyelv magánhangzó-rendszerében észlelhető néhány a sztenderdtől való eltávolodási tendencia, amelyek nem jelentkeznek egységesen a különböző területi változatokban. Általában ellentétek eltörlődéséről van szó, mégpedig azokéról, amelyek csak ritkán jelentésmegkülönböztetőek.
- A hátul képzett /ɑ/ az elöl képzett /a/ felé közelít. Ellentétük többnyire a kanadai franciában marad fenn, például a tache [taʃ] ’folt’ vs. tâche [tɑːʃ] ’feladat’ és a patte ’láb’ (állaté) vs. pâte ’paszta’ minimális párokban.[12] Az európai franciában a különbség közöttük eltűnőben van.
- Az /ə/ és az /ø/ közötti különbség is inkább Kanadában marad fenn. Például a je [ʒə] ’én’ kiejtése a jeu [ʒø] ’játék’ kiejtése felé, a ce [sə] ’ez’ mutató névelő a ceux [sø] ezek mutató névmás kiejtése felé közelít.
- Franciaország északi felében gyakorlatilag eltűnt az /œ̃/ fonéma, amelyet az /ɛ̃/ helyettesít, tehát a brun ’barna’ szót úgy ejtik, mint a brin ’szál’ szót. Ugyanakkor, a két fonémát továbbra is megkülönböztetik Franciaország déli felében, Belgiumban és Kanadában.[13]
- A nyíltság szerinti ellentét is eltűnőfélben van egyes területeken. Ezek szerint côte [koːt] ’oldalborda’ és cote [kɔt] ’(tőzsdei) jegyzés’ már egyformán [ɔ]-val hangzanak Dél-Franciaországban, de továbbra is különbözően Észak-Franciaországban és Belgiumban. Ugyanaz a helyzet az /ø/ vs. /œ/-vel (jeûne ’böjt’ és jeune ’fiatal’), valamint az /e/ vs. /ɛ/-vel (thé ’tea’ és taie ’párnahaj’) ellentétekkel is.[7]

#### Az /ə/ magánhangzó
Ennek a magánhangzónak az a sajátossága, hogy instabil, azaz ugyanabban a szóban olykor kiejtik, máskor nem. A francia nyelv történetének bizonyos korszakáig mindig kiejtették, és ma is az e betűvel adják vissza írásban. E magánhangzó kiejtése vagy elhagyása több tényezőtől is függhet:
- Elsősorban a fonetikai környezet teszi, hogy kiejtik-e az /ə/-t vagy sem. Ha két mássalhangzó előzi meg, akkor kiejtik, a mássalhangzó-torlódás elkerülése végett, például amikor a petit ’kicsi’ szót mássalhangzóra végződő szó előzi meg: sept petites filles [sɛt.pə.tit'fij] ’hét kislány’. Azonban ha az előző szó magánhangzóra végződik, a sztenderd franciában nem ejtendő ki az /ə/: la petite fille [lap.tit'fij] ’a kislány’.
- Minél gyorsabb a beszédtempó, annál gyakoribb az /ə/ elhagyása, és fordítva. Ha a beszélőnek úgy tűnik, hogy a közlés címzettje esetleg nem érti, mit mond neki, beszéde lassúbb lesz, jobban artikulál, mint általában, és kiejti az /ə/-t a la petite-ben is [la.pə'tit].
- Versben sok olyan /ə/-t ejtenek ki, amelyet más helyzetekben nem, azért, hogy meglegyen az alkalmazott verselési szabályok által megkövetelt szótagok száma. Egyébként az írásbeli szótagolásban az /ə/-nek megfelelő némának nevezett e betű is szótagmagnak számít akkor is, ha nem ejtik ki. Énekben még a szóvégi és szünet által követett e-ket is kiejtik.
- Egyes régiókban, mint például Dél-Franciaország, az /ə/-t sokkal gyakrabban ejtik ki, mint Északon, nyelvi regisztertől függetlenül.[14]
- Olyan régiókban, mint például Észak-Franciaország, ahol az /ə/ kiejtése általában ritkább, a választékos regiszterben gyakrabban ejtik ki, mint a fesztelenben.[15]

#### A magánhangzók időtartama
Akárcsak a magyarban, a franciában is majdnem minden magánhangzó (csak az /e/ és az /ə/ nem) lehet rövid vagy hosszú, de a magánhangzók tartamának a jelentésmegkülönböztető jellege nem tipikus a franciában, és írásban sem jelzik. Csupán az /ɛ/ és az /ɛː/ képez néhány minimális párt, például mettre [mɛtʁ] ’tenni’ / maître [mɛːtʁ] ’gazda, mester’. Azonban van több olyan egyszótagú szavakból álló pár, amelyek magánhangzói hasonló hangszínűek, és ehhez a különbséghez adódik hozzá a tartambeli. Ez az ellentét annál is inkább szükséges, mivel a hangszínbeli ellentétek eltűnőfélben vannak:
- példák a nyíltságkülönbség + időtartam-különbségre: cote [kɔt] ’(tőzsdei) jegyzés’ / [koːt] ’oldalborda’, jeune [ʒœn] ’fiatal’ / jeûne [ʒøːn] ’böjt’, ce [sə] ’ez’ (mutató névelő vagy semleges mutató névmás) / ceux [søː] ’ezek/azok’ (hímnem többes számú mutató névmás);
- példa az elöl képzett /a/ – hátul képzett /ɑ/ ellentétre: mal [mal] ’rosszul’ / mâle [mɑːl] ’hím’.

A magánhangzók időtartama többnyire kombinatorikus jellegű:
- Minden megnyújtható magánhangzó megnyúlik a /v/, /z/, /ʒ/, /ʁ/ mássalhangzók vagy a /vʁ/ hangkapcsolat által bezárt hangsúlyos szótagban. Példák: crise [kʁiːz] ’válság’, livre [liːvʁ] ’könyv’.
- Az /o/, /ø/ és /ɑ/ magánhangzók, valamint a nazálisok akármelyik mássalhangzó által bezárt hangsúlyos szótagban megnyúlnak: il/elle saute [soːt] ’ugrik’, meute [møːt] ’falka’, pâte [pɑːt] ’paszta’, chante [ʃɑ̃ːt] ’énekel’.

Az alábbi táblázatok bemutatják a magánhangzók viselkedését időtartamuk szempontjából hangsúlyos szótagban, ennek zárt vagy nyílt voltától, valamint attól függően, hogy milyen mássalhangzó követi őket zárt szótagban.
Csak a /v/, /z/, /ʒ/, /ʁ/ és /vʁ/ által megnyújtott magánhangzók:
| Magánhangzó | Zárt szótagban                   | Zárt szótagban               | Nyílt szótagban        |
| Magánhangzó | nem megnyújtó mássalhangzó előtt | megnyújtó mássalhangzó előtt | Nyílt szótagban        |
| ----------- | -------------------------------- | ---------------------------- | ---------------------- |
| /i/         | habite [a'bit] ’lakik’           | livre [liːvʁ] ’könyv’        | habit [a.bi] ’öltözék’ |
| /ɛ/         | faites [fɛt] ’csináltok’         | faire [fɛːʁ] ’csinálni’      | fait [fɛ] ’csinált’    |
| /œ/         | jeune [ʒœn] ’fiatal’             | œuvre [œːvʁ] ’alkotás’       | —                      |
| /y/         | débute [de'byt] ’kezdődik’       | juge [ʒyːʒ] ’bíró’           | début [de.by] ’kezdet’ |
| /u/         | bourse [buʁs] ’tőzsde’           | blouse [bluːz] ’blúz’        | bout [bu] ’vég’        |
| /ɔ/         | sotte [sɔt] ’buta’ (nőnem)       | mort [mɔːʁ] ’halál’          | —                      |
| /a/         | rate [ʁat] ’nőstény patkány’     | rage [ʁaːʒ] ’veszettség’     | rat [ʁa] ’patkány’     |

Minden mássalhangzó által megnyújtott magánhangzók:
| Magánhangzó | Zárt szótagban                      | Zárt szótagban                     | Nyílt szótagban                  |
| ----------- | ----------------------------------- | ---------------------------------- | -------------------------------- |
| /ø/         | jeûne [ʒøːn] ’böjt’                 | joyeuse [ʒwa'jøːz] ’vidám’ (nőnem) | joyeux [ʒwa'jø] ’vidám’ (hímnem) |
| /o/         | il saute [soːt] ’ugrik’             | rose [ʁoːz] ’rózsa’                | saut [so] ’ugrás’                |
| /ɑ/         | appâte [a'pɑːt] ’csalétket használ’ | il rase [ʁɑːz] ’borotvál’          | appât [a.pɑ] ’csalétek’          |
| /ɑ̃/         | bande [bɑ̃ːd] ’banda’                | genre [ʒɑ̃ːʁ] ’nem’                 | gens [ʒɑ̃] ’emberek’              |
| /ɔ̃/         | réponse [ʁe'pɔ̃ːs] ’válasz’          | éponge [e'pɔ̃ːʒ] ’spongya’          | répond [ʁe.pɔ̃] ’válaszol’        |
| /œ̃/         | emprunte [ɑ̃'pʁœ̃ːt] ’kölcsönvesz’    | jungle [ʒœ̃ːɡl] ’dzsungel’          | emprunt [ɑ̃.pʁœ̃] ’kölcsön’        |
| /ɛ̃/         | crainte [kʁɛ̃ːt] ’félelem’           | quinze [kɛ̃ːz] ’tizenöt’            | craint [krɛ̃] ’fél (vmitől)’      |

### Félhangzók és kettőshangzók
A francia három félhangzóval rendelkezik: /j/, /w/ és /ɥ/, amelyek az /i/, az /u/, illetve az /y/ magánhangzóknak felelnek meg. Mindhárom produkálhat emelkedő kettőshangzót, a /j/ pedig ereszkedő kettőshangzót is. Példák: bien [bjɛ̃] ’jól’ (emelkedő), évantail [e.vɑ̃'taj] ’legyező’ (ereszkedő), oui [wi] ’igen’, huit [ɥit] ’nyolc’.
Gyakran előfordul, hogy félhangzó a neki megfelelő magánhangzóval váltakozik az igeragozás vagy a szóképzés során: nie [ni] ’tagad’ ~ nier [nje] ’tagadni’, loue [lu] ’bérel’ ~ louer [lwe] ’bérelni’, tue [ty] ’öl’ ~ tuer [tɥe] ’ölni’.
Vannak olyan esetek is, amikor félhangzó minimális párt képez a neki megfelelő magánhangzóval: si elle [si.ɛl] ’ha (nőnemű) ő’ – ciel [sjɛl] ’ég(bolt)’, pays [pɛ'i] ’ország’ – paye [pɛj] ’fizetség’, abbaye [a.bɛ'i] ’apátság’ – abeille [a'bɛj] ’méhecske’, tu as [ty'a] ’neked van’ – tua [tɥa] ’ölt’ (egyszerű múlt idő).

## Tőhangváltások
Az igeragozás és a szóképzés sok tőhangváltással jár. Fentebb, a Félhangzók és kettőshangzók szakaszban már láthatók félhangzó ~ neki megfelelő magánhangzó váltakozások, de a legtöbb váltakozás magánhangzók között van.
A leggyakoribb magánhangzó váltakozás a félig zárt ~ félig nyílt. Ezeket a szótag hangsúlyos vagy hangsúlytalan volta, és nyílt vagy zárt jellege váltja ki. Példák:
- /e/ ~ /ɛ/: répéter [ʁe.pe'te] ’ismételni’ ~ répète [ʁe'pɛt] ’ismétel’, fiévreux [fje'vrø] ’lázas’ ~ fièvre [fjɛːvʁ] ’láz’ – nyílt hangsúlytalan szótag ~ zárt hangsúlyos szótag;
- /ø/ ~ /œ/: bœufs [bø] ’ökrök’ ~ bœuf [bœf] ’ökör’ – nyílt hangsúlyos szótag ~ zárt hangsúlyos szótag;
- /o/ ~ /ɔ/: micro [mi'kro] ~ microphone [mi.krɔ'fɔn] ’mikrofon’ – nyílt hangsúlyos szótag ~ nyílt hangsúlytalan szótag.

Másik gyakori magánhangzó-váltakozás a rövid ~ hosszú. A megnyúlás feltételei fentebb láthatóak, A magánhangzók időtartama szakaszban. Példák: dites [dit] ’mondtok’ ~ disent [diːz] ’mondanak’, faites [fɛt] ’csináltok’ ~ faire [fɛːʁ] ’csinálni’, œuvrer [œ'vre] ’dolgozni, alkotni’ ~ œuvre [œːvʁ] ’alkotás’, jeûner [ʒø'ne] ’böjtölni’ ~ jeûne [ʒøːn] ’böjt’, saut [so] ’ugrás’ ~ saute [soːt] ’ugrik’.
Van nazális magánhangzó ~ neki megfelelő orális magánhangzó + orrhangú mássalhangzó váltakozás is: il tient [il'tjɛ̃] ’tart (vmit)’ ~ ils tiennent [il'tjɛn] ’tartanak’, paysan [pɛj'zɑ̃] ’paraszt’ ~ paysanne [pɛj'zan] ’parasztasszony’, chien [ʃjɛ̃] ’(kan)kutya’ ~ chienne [ʃjɛn] ’szuka’.
Teljesen különböző magánhangzók között van váltakozás egyes igékben, ezek kijelentő mód jelen idejű és egyszerű múlt idejű alakjai között: peut ’tud, bír’ ~ put ’tudott, bírt’, sait ’tud, ért hozzá’ ~ sut ’tudott’, prend ’vesz’ ~ prit ’elvett’, met ’tesz, rak’ ~ mit ’tett, rakott’.
A mássalhangzó-váltakozások kevésbé gyakoriak, mint a magánhangzó-váltakozások. A legfontosabbak a nulla hangzó ~ mássalhangzó váltakozások: il bat [il'bɑ] ’ver’ ~ ils battent [il'bat] ’vernek’, il répond [il.ʁe'pɔ̃] ’válaszol’ ~ ils répondent [il.re'pɔ̃d] ’válaszolnak’, il dort [il'dɔːʁ] ’alszik’ ~ ils dorment [il'dɔʁm] ’alszanak’, étudiant [e.ty'djɑ̃] ’diák’ ~ étudiante [e.ty'djɑ̃t] ’diáklány’, mis [mi] ’tett’ (hímnemű múlt idejű melléknévi igenév) ~ mise [miːz] ’tett’ (nőnemű múlt idejű melléknévi igenév).

## Prozódia
Mindegyik prozódiai jelenség (hangsúlyozás, hanglejtés, beszédritmus és beszédtempó) szorosan kötődik a franciában a fonetikai szó fogalmához.

### A fonetikai szó
A fonetikai szó nem egyezik az írásban elhatárolható szóval, mivel két vagy több ilyen szóból is állhat. A fonetikai szót az jellemzi, hogy csak egyetlen főhangsúlya van, a franciában ennek utolsó szótagján, valamint hangmagasság-változás és viszonylag rövid szünet határolja el a következőtől. Ha legalább két szóból áll a fonetikai szó, az egyik lexikális jelentéssel bír, a másik pedig simulószó. A hangsúly általában a lexikális jelentésű szón van. Fonetikai szó például le garçon [lə.ɡaʁ'sɔ̃] ’a fiú’, mely határozott névelőből és egy főnévből áll. De egyetlen lexikális jelentésű szót tartalmazó fonetikai szóban több simulószó is lehet. Például a que je te le donne ’hogy odaadjam neked’ fonetikai szó egy kötőszóból, egy alanyi funkciójú személyes névmásból, egy részeshatározói funkciójú személyes névmásból, egy tárgyi funkciójú személyes névmásból és egy igéből áll, az egész egyetlen hangsúllyal, az ige o-ján.
Fonetikai szóban lehet egynél több lexikális jelentésű szó is. A következő példákban az ilyen szavak száma kettőről négyre nő, de csak az utolsón van hangsúly:
- un petit enfant ’egy kicsi gyerek’
- un petit enfant blond ’egy kicsi szőke gyerek’
- un petit enfant blond français ’egy kicsi szőke francia gyerek’.[18]

A fonetikai szavak általában mondattani egységek, mint például:
- névelő + főnév + a főnév jelzője/jelzői, amelyek alanyi vagy tárgyi szószerkezetet alkotnak (a fenti példák);
- személyes névmással kifejezett alany + állítmány: il mange ’eszik’;
- az állítmány magában, amikor az alany névszói csoport: Un petit enfant riait ’Egy kisgyerek nevetett’;
- elöljárószó + névelő + főnév, amelyek határozót alkotnak: après les cours ’(tan)órák után’;
- elöljáró + főnévi igenév alanyi funkcióban: Il est interdit de fumer ’Dohányozni tilos’;
- elöljáró + főnévi igenév + elöljáró + főnév, melyeknek funkciói alany + határozó: Il est interdit de jouer au ballon ’Labdázni tilos’;
- mellérendelt mondat összetett mondatban: Elle prend ses livres et elle s’en va ’Fogja a könyveit és elmegy’ (két fonetikai szó);
- mellékmondat: Vous savez ce qui est arrivé ? ’Tudjátok, mi történt?’.

Egy fonetikai szóban a szótagok száma általában három és hét között mozog, de lehet rövidebb, még egyszótagú szóból álló is felsorolásban, vagy hosszabb, ha a beszédtempó viszonylag gyors.
A fonetikai szó egységét néhány hangtani jelenség biztosítja.

#### Szóláncolás(enchaînement)
Mássalhangzós szóláncolás
Fonetikai szó belsejében, ha a kiejtésben mássalhangzóra végződő szót (akkor is, amikor a szó elszigetelt) magánhangzóval kezdődő szó követi, a két szó összeláncolódik azzal, hogy a mássalhangzó a következő szóba kerül, ennek első szótagjának a kezdő mássalhangzójaként. Például az avec eux ’velük’ fonetikai szó egyetlen szóként ejtendő: [a.vɛ.kø]. Ez akkor is érvényes, amikor a mássalhangzót írásban néma e követi: votre ami [vɔ.tʁa.mi] ’barátotok’. Általában a mássalhangzó minden vonása megmarad, csupán a /f/ zöngésedik két olyan szócsoportban, melyek elemei csaknem összeolvadtak a gyakori együtt való használatuk nyomán: neuf ans [nœ'vɑ̃] ’kilenc év’ és neuf heures [nœ'vœːʁ] ’kilenc óra’.
Magánhangzós szóláncolás
Ha szó belsejében két magánhangzó találkozik, azaz hangűr esetében, a kettő között nincs sem szünet, sem glottális stop, ami a magyarban is érvényes: aorte ’aorta’.
A franciában ez fonetikai szó belsejében is így működik, ha egy szóvégi magánhangzó találkozik szóeleji magánhangzóval: j’ai eu [ʒe⁀y] ’volt nekem’ (rövidebb fonetikai szó), j’ai eu un billet [ʒe⁀y⁀œ̃ bi'jɛ] ’kaptam jegyet’ (hosszabb fonetikai szó). Ha ugyanaz a magánhangzó ismétlődik ilyen körülmények között, mégsem lesz belőlük egyetlen hosszú, hanem ezek is összeláncolódnak: Il va à Annecy [il.va⁀a⁀an'si] ’Annecy-ba megy’.

#### Hangkivetés(élision)
A hangkivetés olyan hangsúlytalan szóvégi magánhangzó kiejtésének mellőzése, amely után magánhangzóval kezdődő szó következik. Ez a jelenség általában mindig hangsúlytalanul használt szavakat (névelőket, névmásokat, viszonyszókat) érint, melyek között a legtöbb e-re végződik, de van olyan is, amely a-ra vagy i-re. Írásban hiányjel (apostrophe) jelzi a hangkivetést. A következő szókat érintheti:
- a le és a la határozott névelők: l’arbre ’a fa’, l’école ’az iskola’, l’huile ’az olaj’ (néma h-val);[21]
- a következő személyes névmások: je (j’arrive ’érkezem’), me (il m’a vu ’látott engem’), te (il t’écoute ’hallgat téged’), se (ils s’admirent ’csodálják egymást’), le (elle l’aime ’szereti őt’), la (il l’adore ’imádja őt’), moi (donne-m’en ! ’adj nekem belőle!’), toi (sers-t’en ! ’szolgáld ki magad belőle!’);
- a ce mutató névmás: c’est bien ’ez jó’;
- a ne tagadószó: je n’entends rien ’nem hallok semmit’;
- a de elöljárószó: la mère d’Antoine ’Antoine anyja’;
- a que szó, különféle funkcióival:
  - kötőszó: il dit qu’il viendra ’azt mondja, hogy el fog jönni’;
  - kérdő névmás: qu’avez-vous ? ’mije van (önnek)?’;
  - vonatkozó névmás: le film qu’il a vu ’az a film, amelyet látott’;
- a que szóval alkotott összetett szavak:
  - jusque elöljárószó: jusqu’ici ’eddig’;
  - puisque kötőszó: puisqu’il le sait ’mivel (ő) tudja’;
  - quoique kötőszó: quoiqu’il soit malade ’bár beteg’;
- a si kötőszó, csak az il (hímnemű ’ő’) és az ils (hímnemű ’ők’) személyes névmások előtt: s’il(s) vien(nen)t ’ha eljön(nek)’.

Két szóban csak akkor vetődik ki az e, amikor összetett szavak elemei: presqu’île ’félsziget’ (szó szerint „majdnem sziget”) és quelqu’un ’valaki’.
Egyes összetett szavakban megmaradt az hiányjellel jelzett hangkivetés olyan szóban, amelyben egyébként is megvan, például az aujourd’hui ’ma’ szóban (szó szerint „a mai napon”), amelyben a de elöljáró van.
A fesztelen regiszterben gyakran kivetik a tu ’te’ névmásbeli u-t az avoir ’birtokol’ és az être létige a névmásnak megfelelő személyű alakjai előtt: t’as raison ’igazad van’ (tu as raison helyett), t’es content ? ’meg vagy elégedve?’ (tu es content helyett).

#### Hangkötés(liaison)
Sok francia szó végén „látens” mássalhangzó van, amelyet csak akkor ejtenek ki, amikor magánhangzóval kezdődő szó követi, bizonyos körülmények között. Általában ezt a mássalhangzót valamikor akármilyen fonetikai környezetben kiejtették, és ma is megfelel neki betű.
Olykor a hangkötés az írásban pontosan jelzett mássalhangzóval történik, máskor nem. Példák ugyanazokkal a mássalhangzókkal, amikor nem vesznek részt hangkötésben, és amikor megvalósítják azt:
- -p → [p]: trop grand [tʁo'gʁɑ̃] ’túl nagy’ / trop aimable [tʁo.p‿ɛ'mabl] ’nagyon kedves’;
- -r → [ʁ]: premier fils [pʁə.mje'fis] ’első fiúgyermek’ / premier enfant [pʁə.mjɛ.ʁ‿ɑ̃'fɑ̃] ’első gyerek’;
- -n → [n]: mon frère [mɔ̃'fʁɛːʁ] ’(fiú)testvérem’ / mon ami [mɔ.n‿a'mi] ’barátom’ (Általában hangkötéskor a nazális magánhangzók (amelyeket írásban magánhangzó + n-nel jelölnek) orálisok lesznek, és a kötő mássalhangzó az [n].);
- -t → [t]: pot de terre [po.də'tɛʁ] ’agyagfazék’ / pot-au-feu [po.t‿o'fø] ’marhahúsleves’;
- -d → [t]: grand roi [gʁɑ̃'ʁwa] ’nagy király’ / grand homme [gʁɑ̃'t‿ɔm] ’nagy ember’ (erkölcsi minősítés);
- -s → [z]: les Français [le.fʁɑ̃'sɛ] ’a franciák’ / les Européens [le.z‿ø.ʁo.pe'ɛ̃] ’az európaiak’;
- -x → [z]: deux femmes [dø'fam] ’két nő’ / deux hommes [døː'z‿ɔm] ’két férfi’.

Egyes hangkötések kötelezőek, mások lehetségesek, megint mások tilosak.
A kötelező hangkötések minden nyelvi regiszterben azok.
Főnév és az annak alárendelt eléje helyezett szó között kötelező a hangkötés:
- névelő + főnév: un ami [œ.n‿a'mi] ’egy barát’, les enfants [le.z‿ɑ̃'fɑ̃] ’a gyerekek’;
- mutató névelő + főnév: ces écoles [se.z‿e'kɔl] ’ezek az iskolák’;
- birtokos névelő + főnév: ton arbre [tɔ'n‿aʁbʁ] ’a fád’;
- jelzői funkciójú határozatlan névmás + főnév: tout homme [tu't‿ɔm] ’minden ember’;
- jelzői funkciójú számnév + főnév: deux ans [døː'z‿ɑ̃] ’két év’;
- melléknévi jelző + főnév: un grand édifice [œ̃.gʁɑ̃.t‿e.di'fis] ’magas épület’.

Az alanyi funkciójú személyes névmás és az állítmány között, valamint tárgyi vagy határozói funkciójú hangsúlytalan névmás és az őt alárendelő ige vagy igenév között is kötelező a hangkötés:
- személyes névmás + állítmány: nous écoutons [nu.z‿e.ku'tɔ̃] ’hallgatunk (vmit)’;
- állítmány + személyes névmás: vient-il ? [vjɛ̃'t‿il] ’eljön-e (ő)?’;
- személyes névmás + főnévi igenév: je veux les attendre [ʒǝ.vø.le.z‿a'tɑ̃dʁ] ’meg akarom őket várni’;
- határozói névmás + ige: j’en ai deux [ʒɑ.n‿e'dø] ’kettő van (nekem)’;
- ige + határozói névmás: allez-y ! [a.le'z‿i] ’menjetek oda!’.

Analóg módon az írott t-re végződő igealakokkal, az a vagy néma e végződésű igék is kötődnek egy kiejtett és írott -t- beiktatásával az őket követő il vagy elle alanyhoz: donne-t-il ? [dɔn'til] ’ad-e?’, donnera-t-il ? ’fog-e adni?’ Ugyanaz a helyzet az írott, de nem kiejtett c-re végződő igealakkal: vainc-t-elle ? ’győz-e?’
Egyéb (egyszótagú) szavak, amelyeket kötni kell a következő szóhoz:
- az en elöljárószó + főnév határozói funkcióban: en avion [ɑ‿na'vjɔ̃] ’repülővel’;
- a quand kötőszó + névmás: quand elle parle [kɑ̃.t‿ɛl'parl] ’amikor beszél’;
- a très határozószó + melléknév: très intéressant [tʁɛ.z‿ɛ̃.te.rɛ'sɑ̃] ’nagyon érdekes’.

Ugyancsak kötelező a hangkötés egyes összetett szavakban és állandósult szókapcsolatokban: les États-Unis [le.z‿e.ta.z‿y'ni] ’az Egyesült Államok’, de temps en temps [də.tɑ̃.z‿ɑ̃'tɑ̃] ’időről időre’.
Lehetséges hangkötés annál több van, minél választékosabb a nyelvi regiszter. Gyakoribb esetek:
- névszói állítmányban, a létige és a névszói rész között: c’est impossible [sɛ.t‿ɛ̃.pɔ'sibl] ’ez lehetetlen’, ils sont incroyables [il.sɔ̃.t‿ɛ̃.krwa'jabl] ’hihetetlenek’;
- az összetett igealakokban, a segédige és a múlt idejű melléknévi igenév között: ils/elles ont aimé [ɔ̃.t‿e'me] ’szerettek (vmit)’, nous sommes arrivés [sɔm.z‿a.ʁi've] ’megérkeztünk’;
- elöljárószó és az őt követő szó között, gyakrabban ha az elöljáró egyszótagú: (dans un salon [dɑ̃.z‿œ̃.sa'lɔ̃] ’egy szalonban’), ritkábban ha többszótagú: après une heure [a.prɛ.z‿y'nœːʁ] ’egy óra után’;
- határozószó és a hozzá tartozó melléknév vagy másik határozószó között: assez intéressant [a.se.z‿ɛ̃.te.ʁe'sɑ̃] ’elég érdekes’, pas encore [pa.z‿ɑ̃'kɔːʁ] ’még nem’;
- ige és bővítménye között: ils vont à Paris [il.vɔ̃.t‿a.pa'ri] ’Párizsba mennek’;
- többes számú főnév és az őt követő melléknévi jelző között: les pays arabes [le pɛi.z‿a'rab] ’az arab országok’.

A tilos hangkötések helytelenek nemcsak a sztenderd nyelvben, hanem a fesztelen regiszterben is. Tilos a hangkötés:
- minden egyes számú főnév után: j’ai le pied // enflé ’dagadt a lábam’;
- az alany és az állítmány között, ha az első nem hangsúlytalan személyes névmás: les enfants // attendent ’a gyerekek várnak’;
- két névszói csoport között: des enfants // avec des adultes ’gyerekek felnőttekkel együtt’;
- az igét követő alanyi funkciójú személyes névmás után: ont-ils // accepté ? ’elfogadták-e?’;
- a kérdő névmások és határozószók után: lesquels // il a choisis ? ’melyeket választotta ki (ő)?’, comment // on fait ? ’hogyan csinálják ezt?’;
- az összetett igealakok múlt idejű melléknévi igeneve után: j’ai écrit // une lettre ’levelet írtam’;
- az et kötőszó után: et // alors ’és akkor’;
- az ou kötőszó előtt: du pain // ou du fromage ’kenyér vagy sajt’;
- hehezetes h (h aspiré)[23] előtt: les // héros ’a hősök’;
- egyes állandósult szókapcsolatokban: riz // au lait ’tejberizs’, vers // à soie ’selyemhernyók’.

### Hangsúlyozás

#### Szóvégi hangsúly
A francia nyelvben a főhangsúly nem szóhangsúly, hanem fonetikai szó hangsúlya, mivel egyetlen van belőle a fonetikai szó utolsó szótagján, tehát csak akkor szóhangsúly, ha egyetlen szó alkot fonetikai szót. Hangsúlyozhatóak általában a lexikális jelentésű szavak. A simulószók általában nem hangsúlyozhatóak. Ilyenek a névelők, az elöljárószók, a kötőszók, az egyszerű vonatkozó névmások, egyes személyes névmások és egyes határozószók.
Egyes névmásokon, melyek mondattanilag igéhez kötődnek, az ige mögé helyezettek, és vele alkotnak fonetikai szót, lehet mégis hangsúly, általában ha magánhangzójuk más mint /ə/. Gyakori esetek:
- Hangsúlyozzák az alanyi funkciójú személyes névmást, amikor kérdő mondatban az ige után van, ha ez egyszerű alakú (azaz segédige nélküli): comprends-tu ? ’érted-e?’ (hangsúly a tu-n), venez-vous ? ’jöttök-e’ (hangsúly a vous-n). Nem tartozik ide a je ’én’ névmás, melynek /ə/-je kiesik ebben a helyzetben: ai-je raison ? ’igazam van?’.
- Hangsúlyozzák a tárgyi és a határozói funkciójú névmásokat is, amikor az ige a felszólító mód parancsoló alakjában áll: prends-la ! ’vedd el!’ (nőnemű tárgy), écrivez-nous ! ’írjatok nekünk!’, allez-y ! ’menjetek oda!’, manges-en ! ’egyél belőle!’ Érvényes ez a le hímnemű tárgyi funkciójú személyes névmásra is, melynek e-je, amelyet általában /ə/-nek ejtenek, ebben a helyzetben /ø/-re vált: bois-le ! ’idd meg!’.

A francia főhangsúly jellegzetességei:
- Mivel kötött, a francia főhangsúly nem jelentésmegkülönböztető.
- Hangsúlyozható minden magánhangzó, az /ə/-n kívül.
- A hangsúlyos szótag többféle vonás révén emelkedhet ki a többi szótag közül.[24] Ezért a francia hangsúlyt nem lehet általában hangerősségi, sem hangmagassági, sem tartambeli hangsúlyként meghatározni, viszont lehet fonetikai-szóvégi hangsúlynak (accent final) nevezni.[25] A hangsúlyozott magánhangzó úgy nyilvánulhat meg, hogy nagyobb az időtartama (átlagosan kétszer),[26] más hangmagassága van (magasabb vagy alacsonyabb), és valamivel nagyobb a hangereje,[27] mint a hangsúlytalan magánhangzók esetében. A leggyakoribb az első két paraméter, de olykor több vonás kombinációja van jelen (tartam + hangmagasság, tartam + hangerő stb.).[28]

A fonetikai-szóvégi hangsúlyok jelentésegységekre osztják a beszédfolyamot. Egyazon beszédszakasznak különböző jelentése lehet, attól függően, hogy hogyan van fonetikai szavakra felosztva. Például a [sø ki sav lœ(ː)ʁ sufləʁɔ̃] szakaszt kétféleképpen lehet fonetikai szavakra osztani. (A hangsúlyos szótagok alá vannak húzva.):
- Ceux qui savent | leur souffleront ’Akik tudják, majd megsúgják nekik’;
- Ceux qui savent l’heure | souffleront ’Akik tudják, hány óra van, majd megsúgják’.[29]

Egy vagy több fonetikai szó egyetlen kilégzéssel kiejtett szakaszt (groupe de souffle) alkothat, melynek utolsó hangsúlya jobban kiemeli az illető szótagot, mint amennyire kiemelt a többi hangsúlyos szótag, és utána nagyobb szünet következik. A következő mondat négy fonetikai szóból áll, de csak egy groupe de souffle-ból (A kisebb szüneteket egy függőleges vonallal, a nagyobbat kettővel jelzik.): Oui | j’l’ai vu | avec sa sœur | à cinq heures || ’Igen, láttam őt a nővérével öt órakor’.

#### Szóeleji hangsúly
Más típusú hangsúly a szóeleji (accent initial). Nyomatékosító (accent d’insistance) vagy érzelmi hangsúlynak (accent affectif) is nevezik. Ugyanazok a vonások jellemzik, mint a szóvégit, de mindegyikük erőteljesebben nyilvánul meg. Két helyzetben létezik ilyen hangsúly.
A legjobb elnevezése az érzelmi, amikor a szóeleji hangsúly ilyen töltetet ad a szónak. Többszótagú szóban a szóeleji hangsúly együtt van meg a szóvégivel, a szóeleji az első vagy a második szótagon. Ez a hangsúly nem csak a magánhangzó szintjén nyilvánul meg. Ezek szerint:
- Magánhangzóval kezdődő szó esetében glottális stop keletkezik az elején: Idiot ! [ˌʔi'djo][34] ’Te idióta!’
- Az első hang megnyúlik, ha mássalhangzó: Formidable ! [ˌfːɔʁ.mi'dabl] ’Bámulatos!’ Ha a szó magánhangzóval kezdődik, és előtte olyan szó van, amellyel kötődik, akkor a kötő-mássalhangzó nyúlik meg, mivel az érzelmi-hangsúlyos szó első szótagjának a kezdő mássalhangzója lesz: C’est inutile ! [sɛˌtːi.ny'til] ’Ez hasztalan!’

Olykor a szóeleji hangsúly ellentétbe helyezi a szót más szóval, azaz nyomatékosító hangsúly. Ebben az esetben akármelyik szótagra eshet, olyan simulószókat is beleértve, amelyeken nem lehet hangsúly fonetikai szó végén. Például a Mettez vos livres sous votre chaise ’Tegyétek a könyveiteket a széketek alá’ mondatban a chaise szón levő hangsúlyt megerősítheti nyomatékosító hangsúly, például azt sugallva, hogy a közlés címzettei ne tegyék a könyveiket az asztalra. De ilyen hangsúly eshet a sous elöljáróra is, ha például azt sugallja a beszélő, hogy a címzettek ne tegyék a könyveket a székekre.

### Hanglejtés
A hangsúlyos szótagok esetleges különböző hangmagassága a hangsúlytalanokéhoz képest egyike a mondat dallama összetevőinek, de a hanglejtés ezek közül a legfontosabb. Ennek elemei a hangmagasság-változás iránya (emelkedő, ereszkedő), a változás foka (szökő, enyhén emelkedő, lebegő, eső, enyhén ereszkedő), a hanglejtésforma (homorú vagy domború) és a hangfekvési sáv (amely a zenében a regiszternek felel meg). Ez utóbbi lehet általában mély, közepes, magas vagy nagyon magas. A francia sztenderd nyelvváltozat hanglejtése viszonylag monoton a nyelv területi változatainak többségééhez képest, a hangsúlytalan szótagok dallamvonala miatt.
Pierre Delattre, az alábbi párbeszéddel illusztrálva,
| – Si ces œufs étaient frais, j’en prendrais. Qui les vend ? C’est bien toi, ma jolie ? – Évidemment, Monsieur ! – Allons donc ! Prouve-le-moi ! | – Ha ez a tojás friss lenne, vennék. Ki árulja? Te, szépségem? – Természetesen, uram! – Na ne mondd! Bizonyítsad be nekem! |

tíz alap-hanglejtést különböztet meg (A szintek számokkal vannak megjelölve, de nincsenek visszaadva a hanglejtésformák.):
| 4 |        |      |
| 3 |        | œufs |
| 2 | Si ces |      |
| 1 |        |      |

| 4 |   |        | frais, |
| 3 |   | taient |        |
| 2 | é |        |        |
| 1 |   |        |        |

| 4 |           |        |
| 3 |           |        |
| 2 | j’en pren |        |
| 1 |           | drais. |

| 4 | Qui |     |        |
| 3 |     |     |        |
| 2 |     | les |        |
| 1 |     |     | vend ? |

| 4 |       |      | toi, |
| 3 |       | bien |      |
| 2 | C’est |      |      |
| 1 |       |      |      |

| 4 | ma jolie ? |
| 3 |            |
| 2 |            |
| 1 |            |

| 4 |   |    | demment, |
| 3 |   | vi |          |
| 2 | É |    |          |
| 1 |   |    |          |

| 4 |            |
| 3 |            |
| 2 |            |
| 1 | Monsieur ! |

| 4 | A |       |        |
| 3 |   | llons |        |
| 2 |   |       |        |
| 1 |   |       | donc ! |

| 4 | Prouve- |     |       |
| 3 |         |     |       |
| 2 |         | le- |       |
| 1 |         |     | moi ! |

Ezek közül három hanglejtés alapvető:
- állító – rövid mondatban ereszkedő (a 3. számú, Delattre elnevezésével „véglegesség”);
- kérdő – eldöntendő kérdésben emelkedő (5. sz.);
- parancsoló – hirtelen ereszkedő (10. sz.).

Valójában a hanglejtés nagyon sokszerű. A fenti hárman kívül több más funkciója is van.
- Tág értelemben vett mondattani szempontból megkülönbözteti a topikot (a közlés címzettje által ismert információt) a predikátumtól (új információt). Általában a topik az első helyen áll és magasabb hangfekvéssel fejezik ki.
- Nagyobb mondatrészeket határol el, magasabb hangfekvéssel jelezve, hogy a mondat folytatódni fog (Delattre-nál az 1. és a 2. sz.). Ugyanez érvényes felsorolás elemeire is.
- Elhatárolja a főmondatot a jelzői és a határozói mellékmondattól a főmondat magasabb hangfekvésű vége révén.
- Különböző érzelmeket fejez ki: haragot, felháborodást, örömöt stb. (9. sz.).
- Olyasmit sugall, amit nem fejeznek ki közvetlenül. Például egy olyan mondat, mint Je n’ai pas encore terminé ’Még nem fejeztem be’ a következőket is kifejezheti közvetetten: „Hagyjatok beszélni!”, „Sajnos nem sikerült befejeznem”, „Azt hiszed, könnyű?”, „Attól tartok, hogy még sokat kell dolgoznom rajta”, „Nehezebb, mint hittem”, „Addig tart, ameddig tart, várjon!” stb.[41]

### Beszédritmus és beszédtempó
A ritmusélményt a hangsúlyok, a szünetek, a beszédtempó stb. adják. A francia beszédritmust a hangsúlyos és a hangsúlytalan szótagok, valamint a sem túlságosan kicsi, sem túlságosan nagy szótagszámú (általában 3–7) fonetikai szavak nagyjából szabályos váltakozása jellemzi. A leggyakoribb fonetikai szavak a három- és a négyszótagúak: Példák:
- 3 | 3 | 3 | 3 | 3: Vous avez | certainement | répondu | qu’il viendrait | en voiture ’Bizonyára ön azt válaszolta, hogy a férfi kocsival jön majd’;
- 4 | 4 | 4: Vous avez dit | qu’il arriverait | mardi matin ’Ön azt mondta, hogy a férfi kedd reggel fog megérkezni’.

Ezeken kívül sok más kombináció lehetséges, mint például:
- 4 | 2 | 4: Dépêchez-vous | d’écrire, | je vous attends ’Siessetek az írással! Rátok várok’;
- 2 | 3 | 4: Il dit | qu’il viendra | un peu plus tard ’Azt mondja, hogy kissé később jön’.

A beszédtempó sok tényező függvénye. A nagykorú franciaajkú beszélőé hangos felolvasáskor 4,2 szótag/szekundum (lassú olvasás) és 6,8 szótag/szekundum (gyors olvasás) között mozog, de gyorsabb ennél a maximumnál például egy mérges beszélőé, és lassúbb ennél a minimumnál például egy szomorú beszélőé.